# Geschiedenis van het Nederlandse openbaar vervoer
Dit artikel geeft een beknopt overzicht van de geschiedenis van het Nederlandse openbaar vervoer. Het gaat ook in op de huidige organisatie van het  openbaar vervoer in Nederland, met termen als marktwerking, aanbestedingen en concessies.
Voor de komst van de spoorwegen en de autobussen ging het reizigersvervoer (waaronder de lijndiensten) per postkoets of omnibus, een rijtuig dat werd voortgetrokken door meerdere paarden, en per trekschuit.

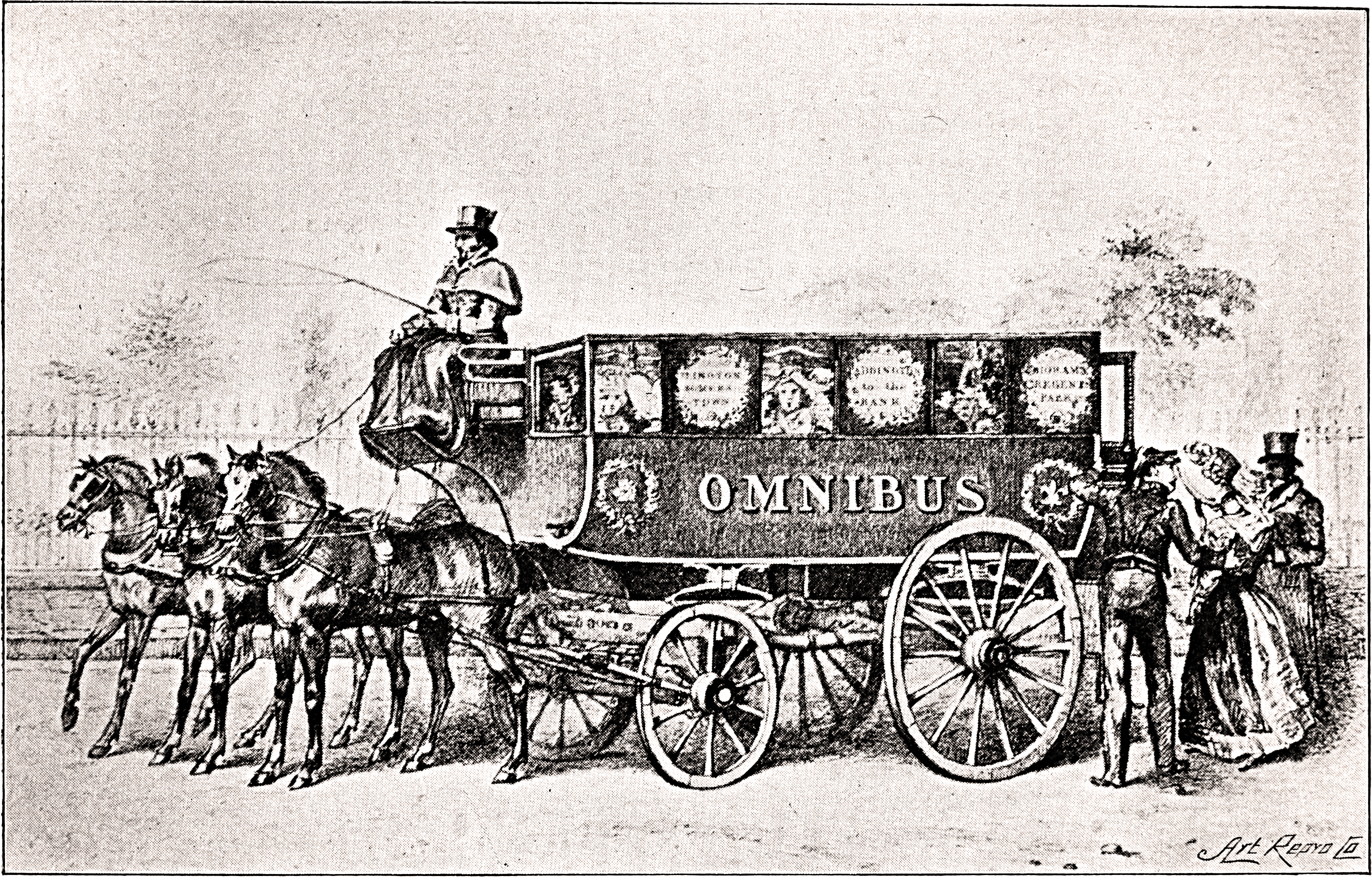
De eerste 'omnibus' van George Shillibeer uit 1829. De omnibus (letterlijk betekent dat woord 'Voor allen') was de stamvader van het openbaar vervoer over de weg.

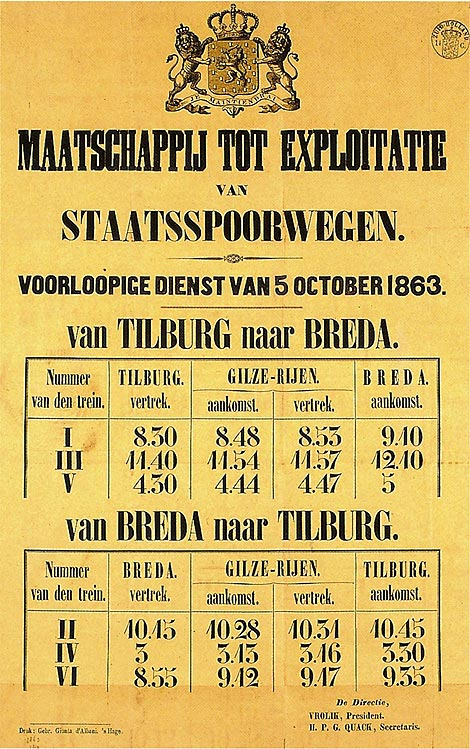
Een dienstregeling van de Staatsspoorwegen uit 1863.

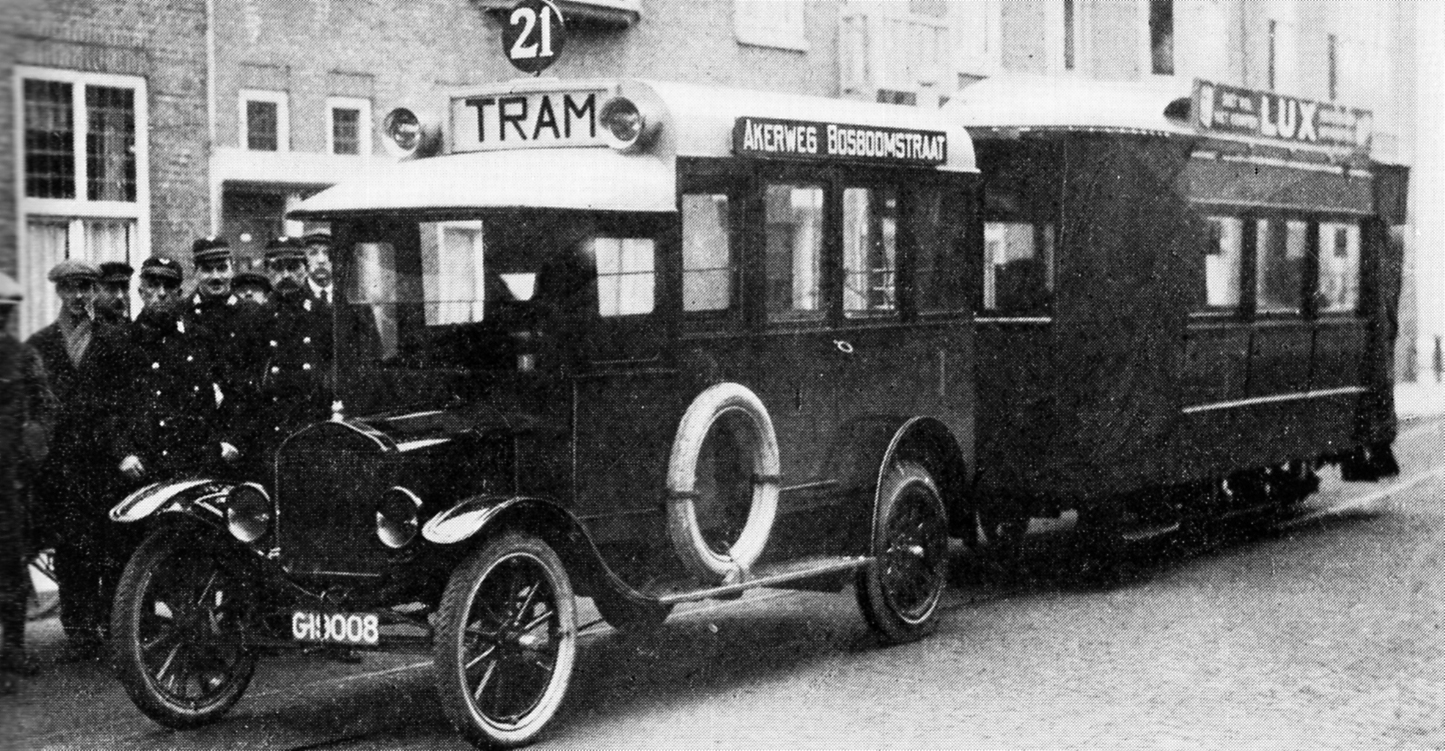
Voormalige paardentram getrokken door een autobus, Amsterdam 1922

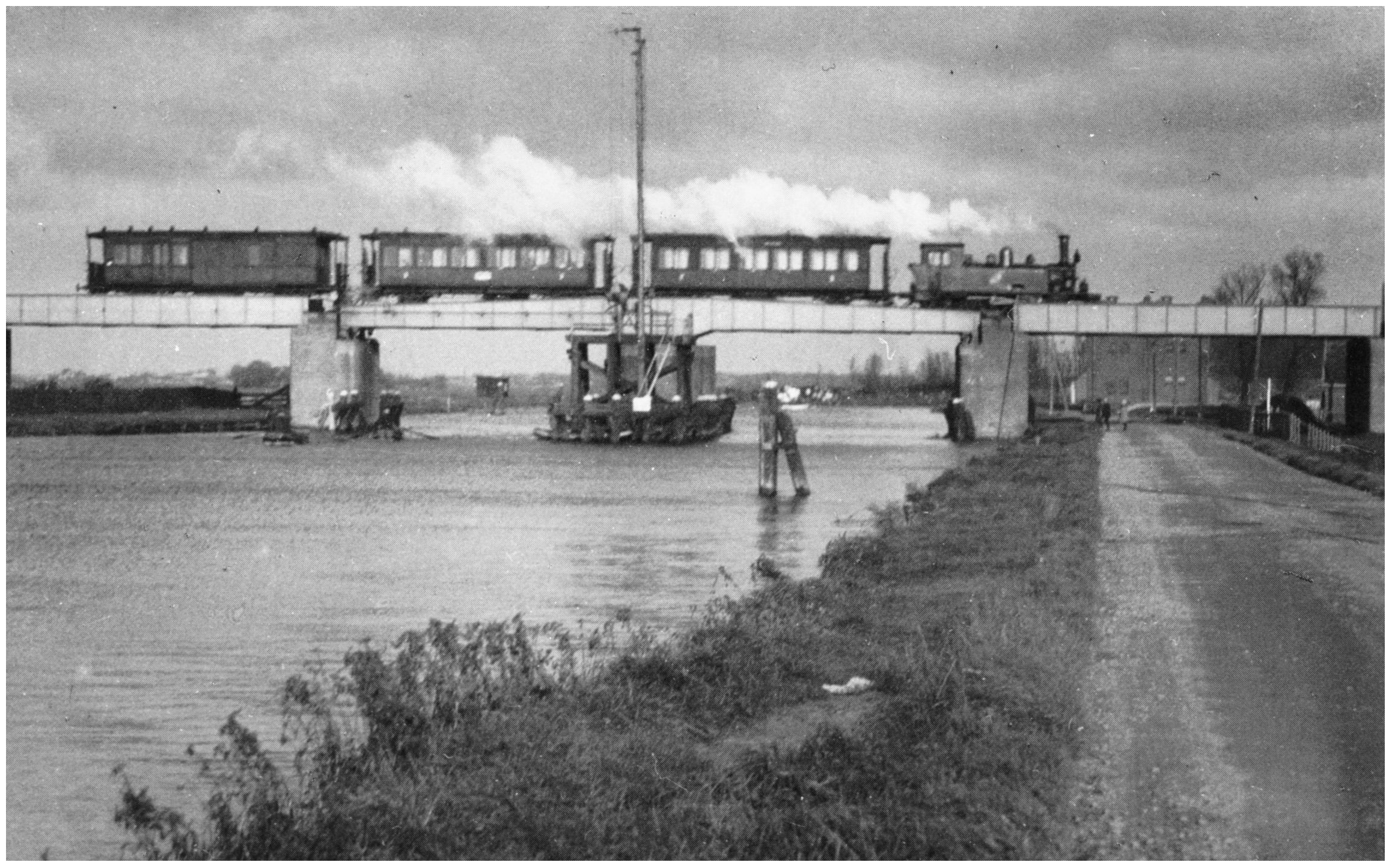
Een stoomtrein op de voormalige Haarlemmermeerspoorlijnen, omstreeks 1930

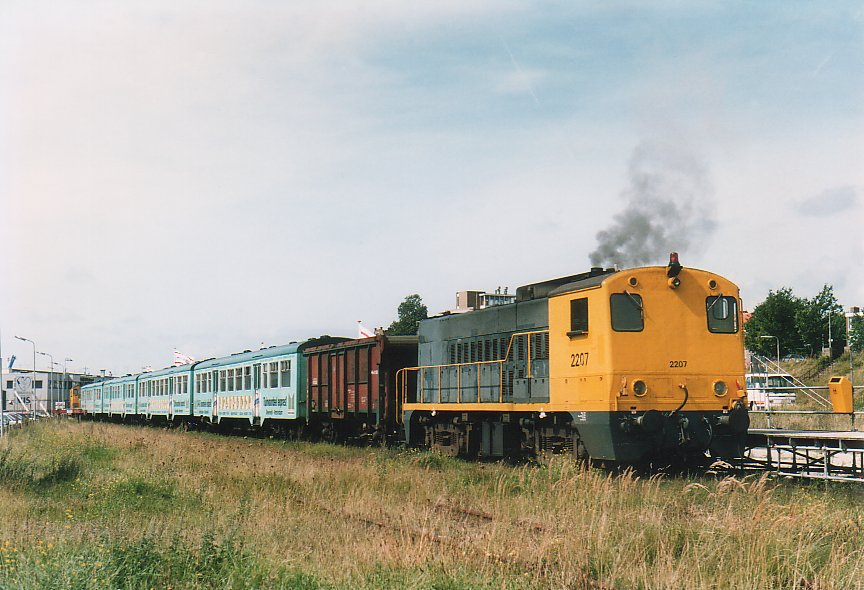
De Kennemerstrandexpres (1997) van Lovers Rail, een privéonderneming die de concurrentieslag trachtte aan te gaan met de Nederlandse Spoorwegen

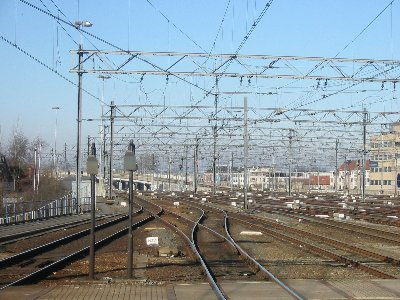
Een stukje infrastructuur anno 2003

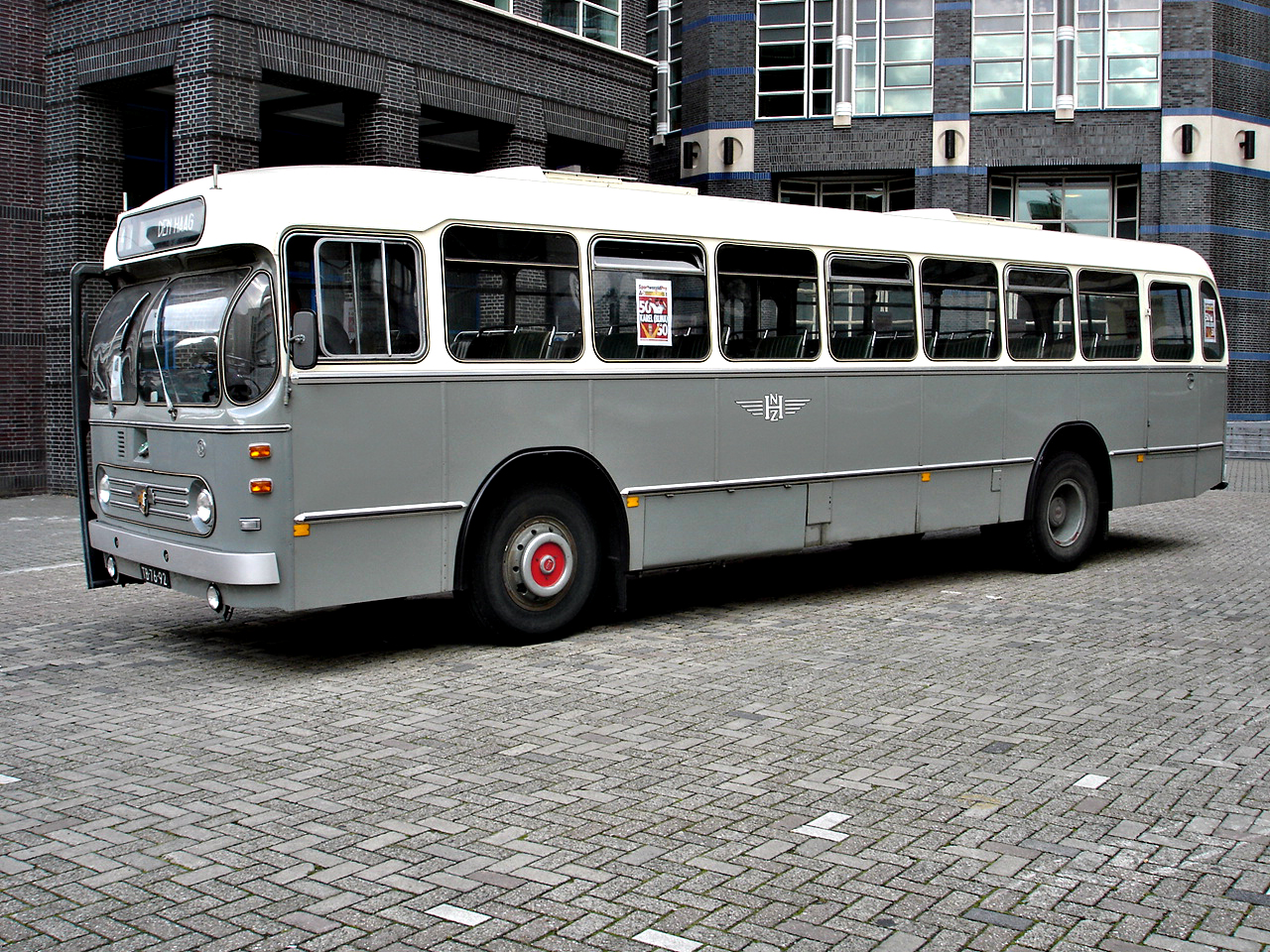
Autobus uit 1960 kenmerkend voor het gestandaardiseerde materieel van NS-dochterondernemingen

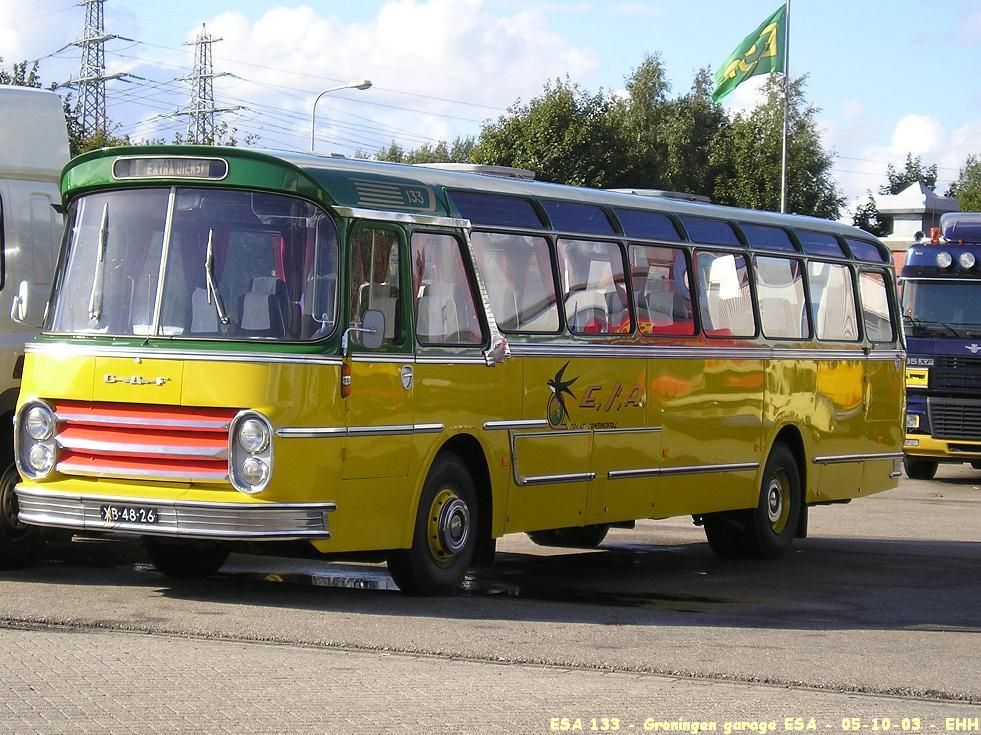
Autobus gebouwd in 1964 voor de particuliere busonderneming Elema-Stollenga's Autodiensten (ESA)

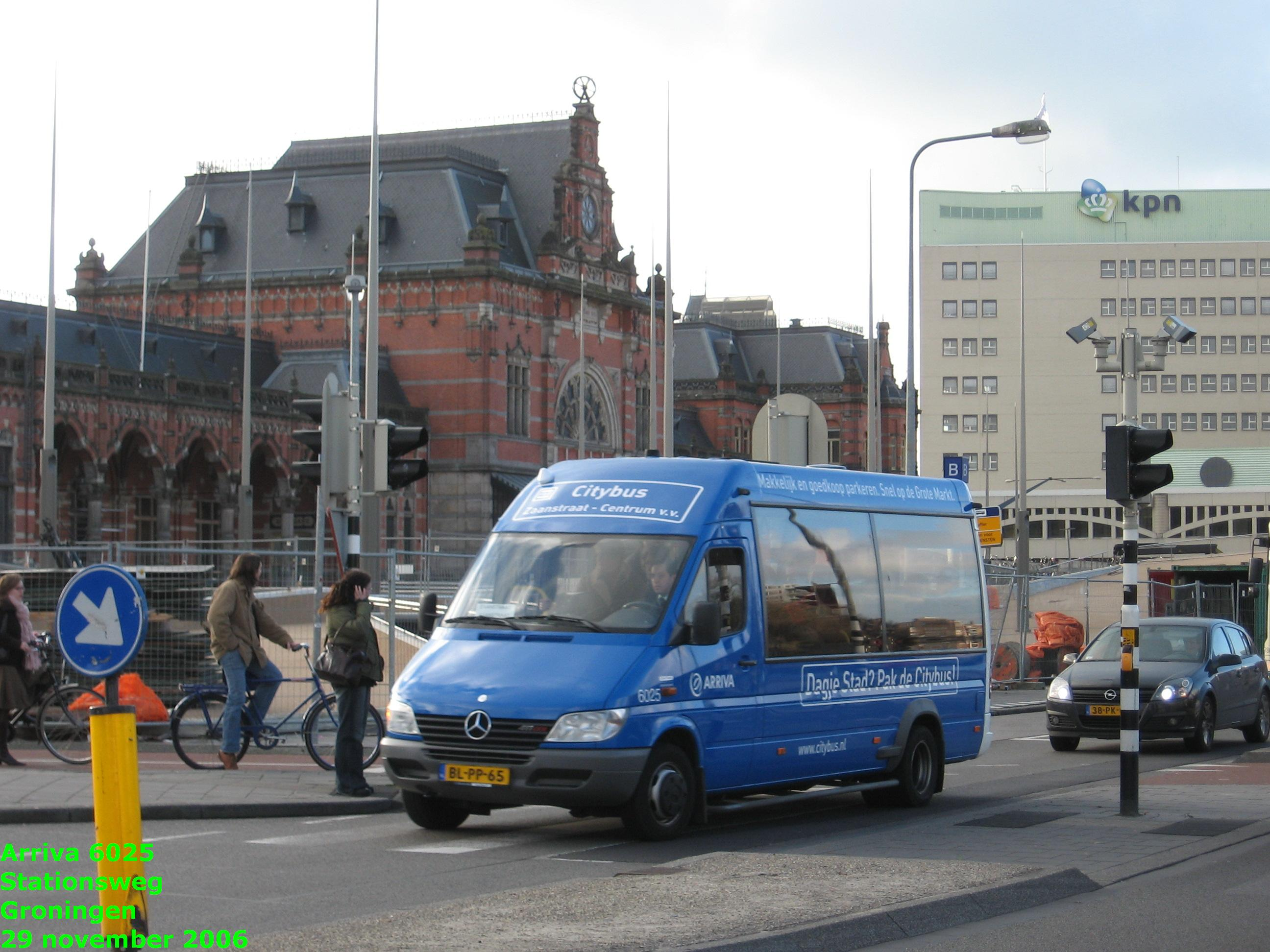
Citybus voor het station Groningen, 2006

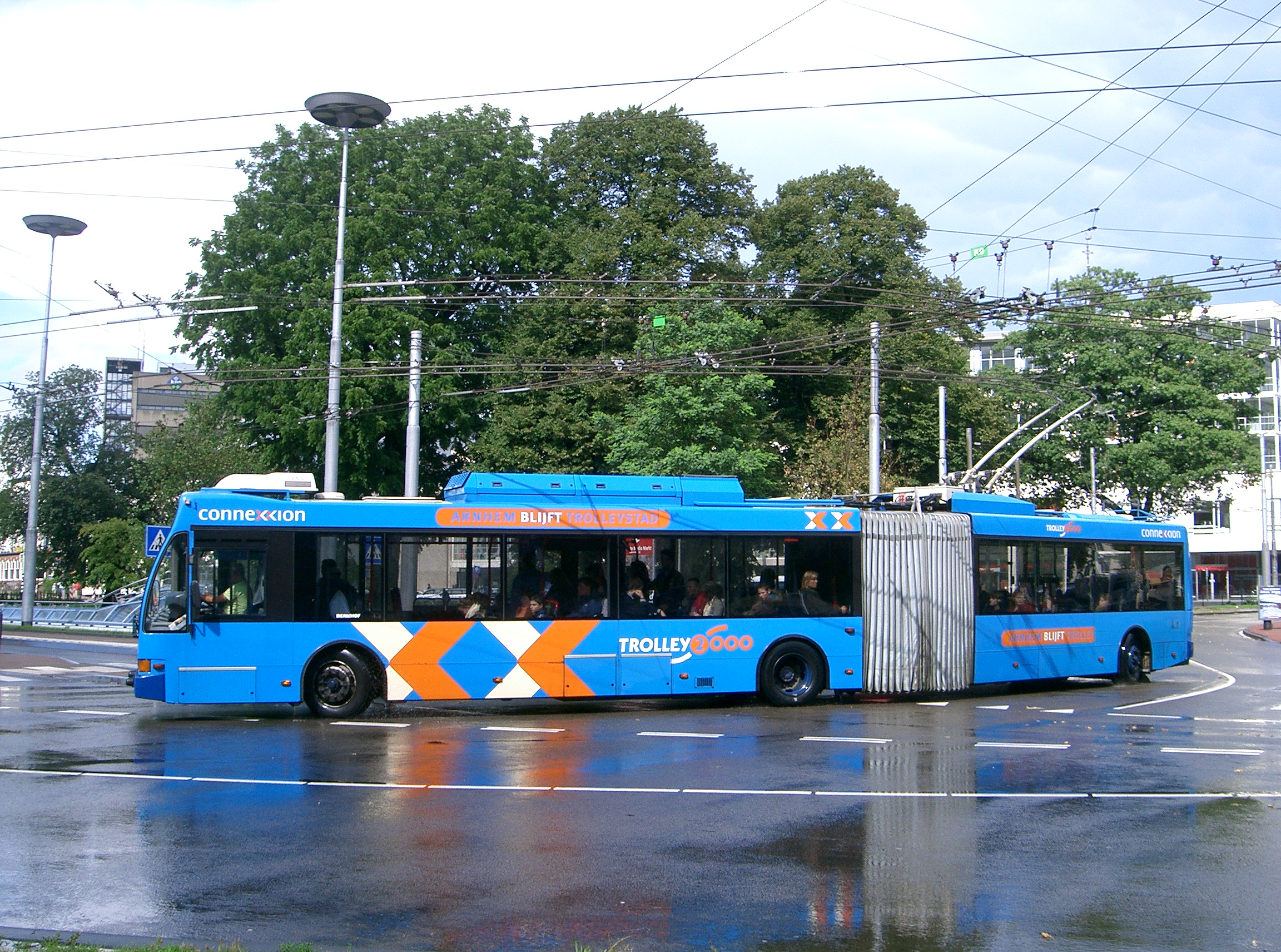
Een Arnhemse trolleybus demonstreert de besturing van zijn voorste en achterste wielen, 2006

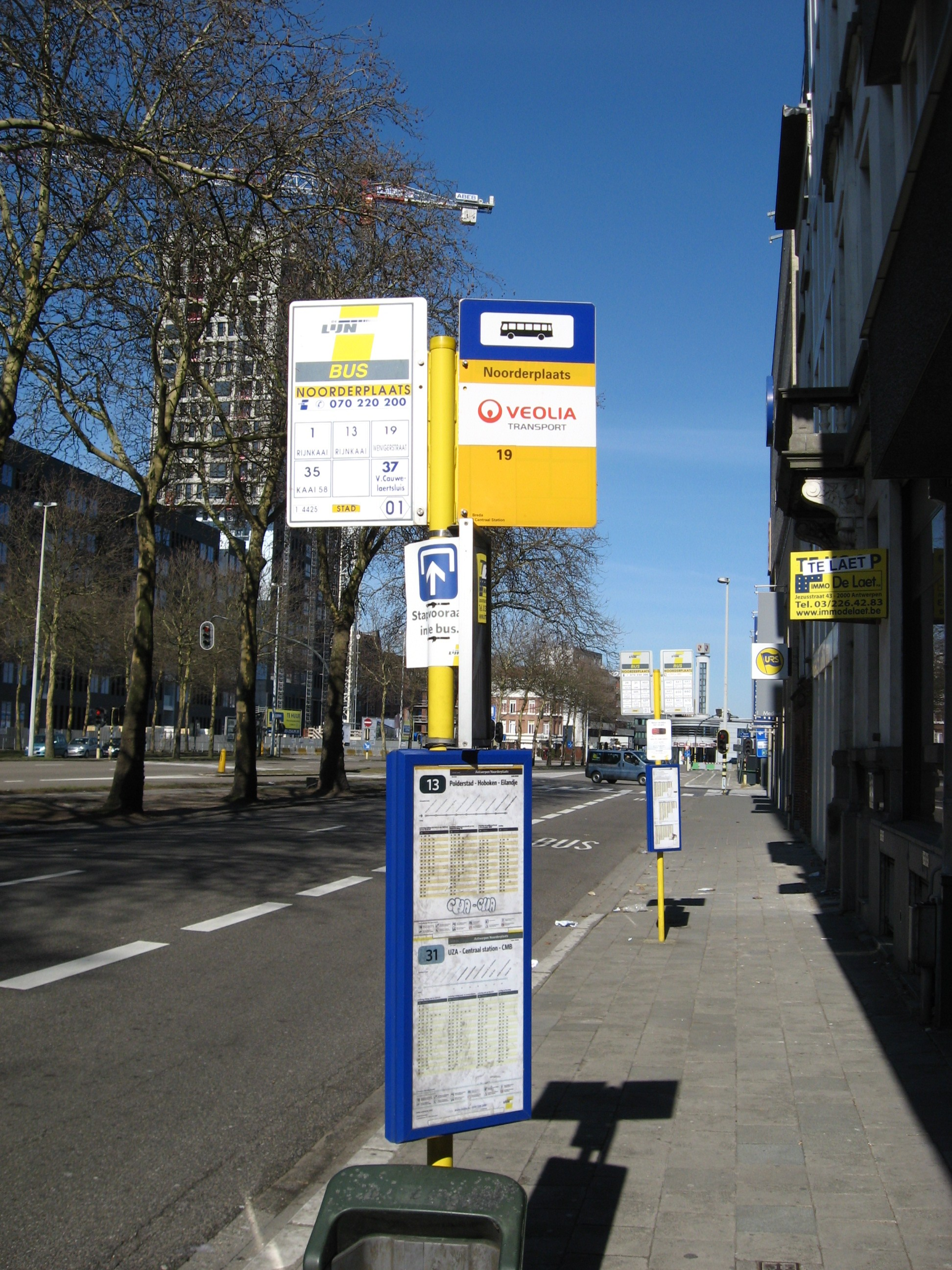
Haltepaal van Veolia in Antwerpen, voor de lijn Breda-Hulst, die in Antwerpen twee haltes heeft. Internationale reizigers moeten een speciaal (duurder) vervoersbewijs kopen, omdat het internationaal vervoer niet bij de concessie hoort.

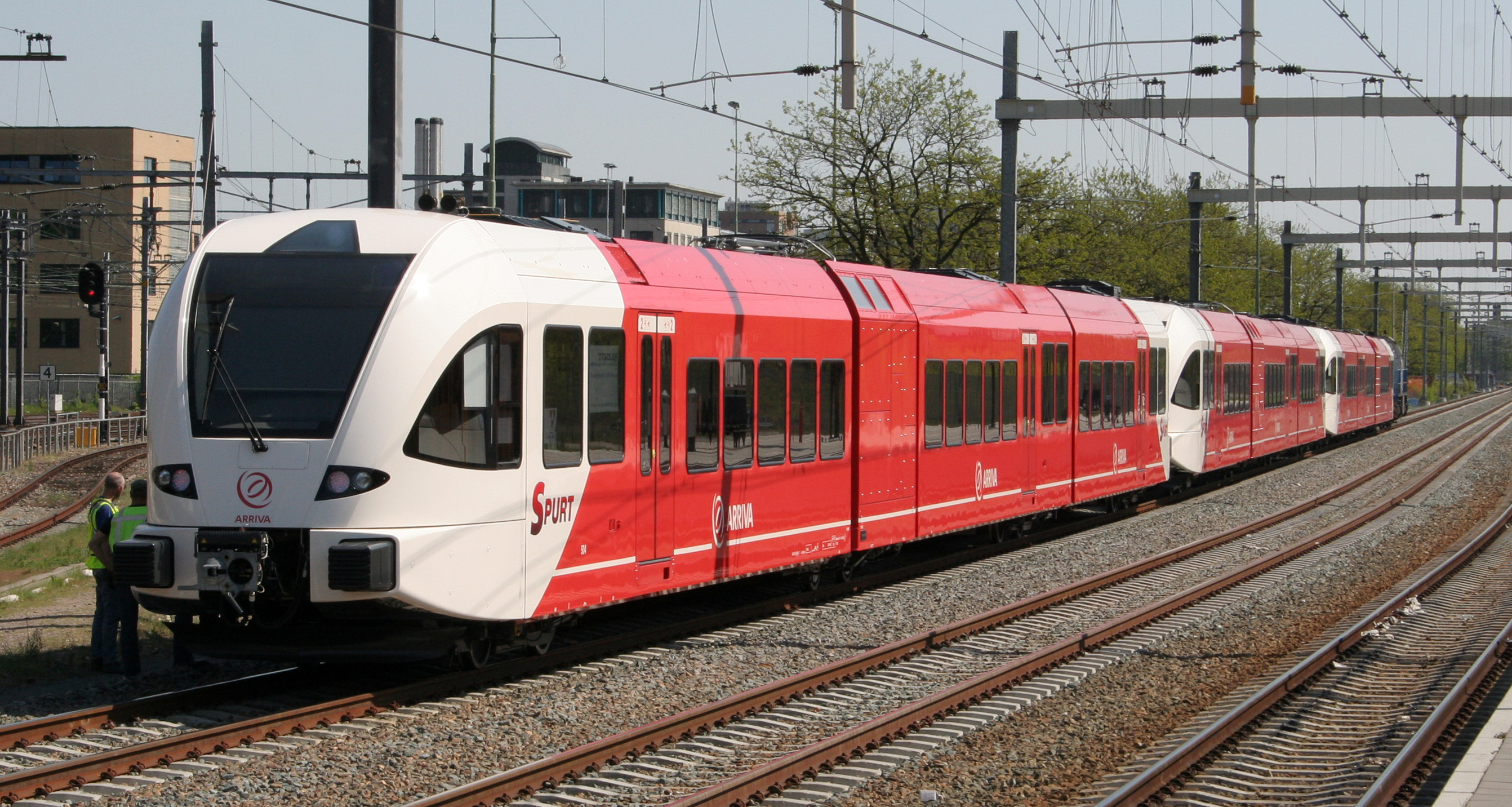
Spurt-treinstellen van Arriva Personenvervoer Nederland.

## Trein
In de 19e eeuw werden de eerste spoorlijnen in Nederland aangelegd, waarna op 20 september 1839 de eerste trein ging rijden tussen Amsterdam en Haarlem, de Arend. Het was een initiatief van de Hollandsche IJzeren Spoorweg-Maatschappij. Naarmate er meer spoorwegen werden aangelegd, kwamen er ook meer (kleine) spoorwegmaatschappijen. Ook buitenlandse investeerders waren aanwezig op het Nederlandse spoorwegnet. Er was geen centrale vervoerder. De rol van de overheid was minimaal en bleef beperkt tot het behandelen van aanvragen voor het aanleggen van nieuwe spoorlijnen.
Rond 1860 kwam daarin verandering, toen de staat zich ging bezighouden met het aanleggen van spoorlijnen buiten het westen van Nederland de randstad en met het bouwen van spoorbruggen over de grote rivieren. Daarvoor waren investeringen nodig, met risico’s waarvoor particuliere investeerders terugschrokken. De exploitatie van het spoorwegnet kwam voor een groot deel in handen van de Maatschappij tot Exploitatie van Staatsspoorwegen, kortweg Staatsspoor genoemd. De staat verzorgde nieuwbouw en uitbreiding van dit net. Daarnaast bestond er een aantal lokale exploitatie-maatschappijen die in deze periode van sterke economische groei in eigen beheer een spoorweg exploiteerden. Internationaal gezien was deze vorm van eigendom en exploitatie van de infrastructuur uitzonderlijk.
De concurrentie leidde tot een aantal problemen en daarom probeerde de overheid het spoorwegnet te groeperen. De exploitatie van het spoorwegnet werd verdeeld tussen Staatsspoor en de Hollandsche (IJzeren) Spoorweg-Maatschappij. Lokale spoorwegen werden opgeheven of overgenomen door Staatsspoor of H.S.M.

## Tram
Naast spoorlijnen werden voor vervoer tussen minder grote plaatsen tramlijnen aangelegd. De Hagenaar Cornelis Soetens beijverde zich al vanaf 1844 voor de aanleg van 'asfaltsporen', een dubbele baan van asfalt, om er soepel grote paardenkoetsen op te laten rijden. Van zijn plannen kwam weinig terecht, maar op 25 juni 1864 ging tussen de Parkstraat in Den Haag en Scheveningen de eerste paardentram in Nederland rijden. In 1880 begon de Nederlandsche Tramweg Maatschappij, kortweg NTM, met het aanleggen, exploiteren en onderhouden van tramverbindingen in Groningen, Drenthe en Overijssel. De eerste trams waren paardentrams, later vervangen door stoomtrams op rails.
In Nederland bestonden diverse exploitanten van trams, bijvoorbeeld de NZH in Noord-Holland, en de MET in Den Haag.

## 20ste eeuw
De toestand van concurrentie op het spoor duurde tot aan de Eerste Wereldoorlog. Een tekort aan kolen en andere praktische moeilijkheden dwongen de directies van Staatsspoor en H.S.M. tot samenwerking. Er werd een beheersmaatschappij opgericht, de Nederlandse Spoorwegen, met een gezamenlijke directie. De overheid stond hier aanvankelijk buiten. In de loop van de jaren twintig en dertig vergrootte ze haar invloed met de aankoop van aandelen.
In 1937 werden de twee spoorwegmaatschappijen definitief samengevoegd en kwamen alle aandelen van de naamloze vennootschap NS in handen van de rijksoverheid. De NS was op dat moment verliesgevend, onder meer door de concurrentie met weg- en watervervoer, protectionistische maatregelen in het buitenland en de economische crises.
In de jaren twintig gingen ook de eerste autobussen rijden, ten dele als vervanging van bestaande tramverbindingen. De autobus was sneller en wendbaarder dan een tram. Een 'kruising' tussen deze twee vormen van lokaal vervoer is de trolleybus, die eind jaren 20 opkwam in verschillende Belgische en Nederlandse steden en na de Tweede Wereldoorlog sterk werd uitgebreid. Doordat aanzienlijke investeringen nodig zijn om een trolleynetwerk in dienst te houden vanwege de kostbare bovenleidingen, bleef het aantal steden dat ervan gebruik maakte beperkt tot drie. In verschillende bezuinigingsgolven van de tweede helft van de twintigste eeuw verdwenen de netwerken in Groningen en Nijmegen. Maar in Arnhem houdt men vast aan de trolley.
De oorsprong van overheidsinvloed op de exploitatie van openbaar vervoer over de weg ligt iets eerder. Met name de uit de hand lopende concurrentie tussen spoorwegen en autobussen maakte de invoering van een vergunningsplicht noodzakelijk. De concurrentie tussen busdiensten onderling werd in 1927 gereguleerd door exclusieve rechten te verlenen aan één busmaatschappij op elke lijn.
Schaalvoordelen zorgden voor concentratie van vervoeraanbieders tot regionale netwerken (streekvervoerders) die tot de jaren zestig kostendekkend konden opereren. Verliesgevende verbindingen werden in stand gehouden door de opbrengsten uit rendabele lijnen, zogenoemde kruissubsidiëring.
Mede onder invloed van het toenemend autobezit ontstonden rond 1962 tekorten bij de vervoerders. In 1967 besloot de overheid om deze tekorten af te dekken door subsidies. Dat had een explosieve groei van subsidies tot gevolg. Het Ministerie van Verkeer en Waterstaat probeerde vervoerbedrijven rond 1984 te dwingen om kostenbesparend te opereren op basis van prestaties.
In diezelfde tijd (jaren '60) wilden de verschillende vervoerbedrijven in Nederland meer eenheid in het stads- en streekvervoer creëren. In 1961 werd daarop de CSA opgericht. Deze organisatie zorgde ervoor dat alle stadsbussen in de grote steden eenzelfde uiterlijk en kleurstelling kregen. Later voegden zich meer vervoerbedrijven bij deze organisatie, waardoor in meer steden een standaardstadsbus reed. Bij het streekbusvervoer, voor zover dit onder controle stond van de NS, bestond dit streven naar standaardisatie al sinds de bevrijding in 1945, wat eind jaren 60 culmineerde in de standaardstreekbus. Eind jaren 80 verdween dit principe weer, en lieten vervoerders geen eigen typen bussen meer bouwen door vaste leveranciers, maar gingen zij gebruikmaken van wat de autobusindustrie in binnen- en buitenland op de markt bracht. Bovendien kwam er voor iedere vervoerder weer een eigen huisstijl in plaats van de gele beschildering die de Nederlandse treinen, trams en bussen in de jaren 70 en 80 had gedomineerd.
Tot begin jaren 90 waren de meeste openbaarvervoerbedrijven in Nederland in overheidshanden, doorgaans in de vorm van nv-constructies waarbij de aandelen indirect in bezit waren van de overheid, bijvoorbeeld via de NS als moedermaatschappij. Een omkeer kwam na ontwikkelingen in het buitenland, en onvrede in Nederland over de bestaande situatie. In 1984-85 werd door het Kabinet-Lubbers I al gesproken over verzelfstandiging van het openbaar vervoer. Daaruit vloeide in 1992 een rapport voort van de Commissie Wijffels over de verzelfstandiging van de Nederlandse Spoorwegen. De Commissie Brokx, ingesteld door het Ministerie van Verkeer en Waterstaat, bracht op haar beurt in 1995 een rapport naar buiten over een complete herstructurering van het stads- en streekvervoer in Nederland.
De verzelfstandiging van de NS ging datzelfde jaar van start en is uiteindelijk rond het jaar 2000 afgerond. In 1996 kwam er meteen al een (kleine) concurrent voor de NS met de oprichting van Lovers Rail. Deze eerste poging was nog weinig succesvol.
De verantwoordelijkheid voor het interlokaal openbaar vervoer per bus, tram en metro is per 1 januari 1998 gedecentraliseerd van het rijk naar de provincies en kaderwetgebieden (plusregio's). Gemeenten waren al eerder verantwoordelijk voor het lokale openbaar vervoer. Het doel was de kwaliteit en de efficiency van het openbaar vervoer te verbeteren. De decentrale overheden hebben namelijk een beter zicht op hoe het openbaar vervoer in de regio gebruikt wordt dan het ministerie van Verkeer en Waterstaat vanuit Den Haag. Bovendien kunnen zij het openbaar vervoer inpassen in hun regionaal verkeer- en vervoersbeleid. Gemeenten en provincies staan dichter bij de dagelijkse praktijk en kunnen dus beter beoordelen hoe het regionaal openbaar vervoer zou moeten worden ingericht.

## 21e eeuw
Met de inwerkingtreding van de Wet personenvervoer 2000 (Wp2000) op 1 januari 2001 is marktwerking in het openbaar vervoer
geïntroduceerd. Vanaf dat moment is aanbesteding van het openbaar vervoer door de provincies en de stadsregio's verplicht geworden. Hiermee werd het systeem van concessieverlening geïntroduceerd. De winnende vervoersmaatschappij van een aanbesteding krijgt het exclusieve, maar tijdelijke recht op het verrichten van het openbaar vervoer binnen een regio of op bepaalde verbindingen. Directe concurrentie, zoals in het Verenigd Koninkrijk, is hierdoor niet mogelijk. Wel moet een vervoerder op knooppunten (bijvoorbeeld bus- en treinstations) de verbindingen van een andere vervoerder gedogen.
Met de inwerkingtreding van de Concessiewet op 1 januari 2005 geldt de aanbestedingsplicht in principe ook voor gedecentraliseerde treindiensten. De aanbestedingsplicht gold destijds niet voor het stadsvervoer in de vier grote steden Amsterdam, Rotterdam, Den Haag en Utrecht. Door de verkoop door de gemeente Utrecht van GVU aan Connexxion geldt de aanbestedingsplicht hier nu wel. De RET is per 1 januari 2007 ook verzelfstandigd.
Een OV-autoriteit is het bestuur dat verantwoordelijk is voor het verlenen van concessies voor het openbaar vervoer in een bepaald gebied. Momenteel zijn dit de provincies en de kaderwetgebieden (plusregio’s). Het openbaar vervoer in Groningen en Drenthe wordt door een gezamenlijk bureau geregeld. De OV-autoriteit heeft een wettelijke taak bij het verlenen, wijzigen of intrekken van concessies voor het openbaar vervoer.